# 三宅義行
三宅 義行（みやけ よしゆき、1945年（昭和20年）9月30日 - ）は、日本の元重量挙げ選手、元陸上自衛官。1964年東京オリンピック・メキシコシティオリンピックの重量挙げ金メダリスト三宅義信は実兄、ロンドンオリンピック重量挙げ銀メダリストリオデジャネイロオリンピック重量挙げ銅メダリスト・三宅宏実は娘、全日本女子ヘッドコーチを務めた三宅敏博は次男。長男も競技経験者。

## 経歴
宮城県柴田郡村田町出身。法政大学卒業後、1968年（昭和43年）にはメキシコシティオリンピックで重量挙げフェザー級で銅メダルを獲得した。このとき、兄の義信は同じ種目で金メダルを獲得しており、兄弟で揃って表彰台に立つ姿が話題を呼んだ。オリンピックの個人種目において、同じ大会の同じ種目に兄弟で表彰台に立ったのは、日本ではこの一例だけである。
幹部自衛官として自衛隊体育学校に在籍しながら1969年（昭和44年）と1971年（昭和46年）には世界選手権で優勝するなど国際大会で活躍した。現役引退後は指導者として数多くの重量挙げ選手を育成し、日本重量挙げ界の発展に貢献する。2001年（平成13年）に、東部方面総監部勤務を最後に1等陸佐で退官した。
その後は娘の宏実のコーチとしてウエイトリフティングの指導にあたり、2012年のロンドンオリンピックで宏実が銀メダルを獲得し親子でメダリストとなる。なお、2012年のロンドンオリンピックの際には、1968年にメキシコシティオリンピックで自らが獲得した銅メダルについても話題となったところ、その所在については自宅に保管されていると思っていたものの発見されず一時不明の状態となっていたが、2012年8月17日に宮城県の「村田町歴史みらい館」に保管されていることが明らかとなった。
2016年9月12日、公益社団法人日本ウエイトリフティング協会の会長に選出された。
2017年5月、国際ウエイトリフティング連盟副会長選挙に出馬するも、落選。同年6月に会長推薦枠で理事に就任する。任期は、2021年まで。
2018年10月、一部で自身が女子日本代表選手にパワーハラスメントをおこなったという報道がなされたが、当初日本ウエイトリフティング協会は「事態は収まっている」と判断しており、前提として、女子選手から「パワハラ行為を受けたという申し立てはない」と発表。協会は28日に「調査の結果、パワハラと認定するまでには至らなかった」と発表した一方で、紙コップを床に向けて投げた事実などを認定し、「監督の配慮に足りないものがあったと指摘されてもやむを得ない」と指摘した。当時のワイドショー報道でも、パワハラを問題視する風潮が過熱化する中で便乗して告発されたものだと、このパワハラ告発を冷ややかに見る意見があった。
2018年12月8日、2019年3月末に日本ウエイトリフティング女子代表監督を退任することが決定。監督辞任について、協会はパワハラ騒動との因果関係を否定した。
2019年6月23日、日本ウエイトリフティング協会の総会、理事会で会長に再任された。
2022年、旭日小綬章受章。
2023年6月25日、日本ウエイトリフティング協会の総会、理事会で会長を退任し、名誉会長に就任した。